# Lesma-fantasma

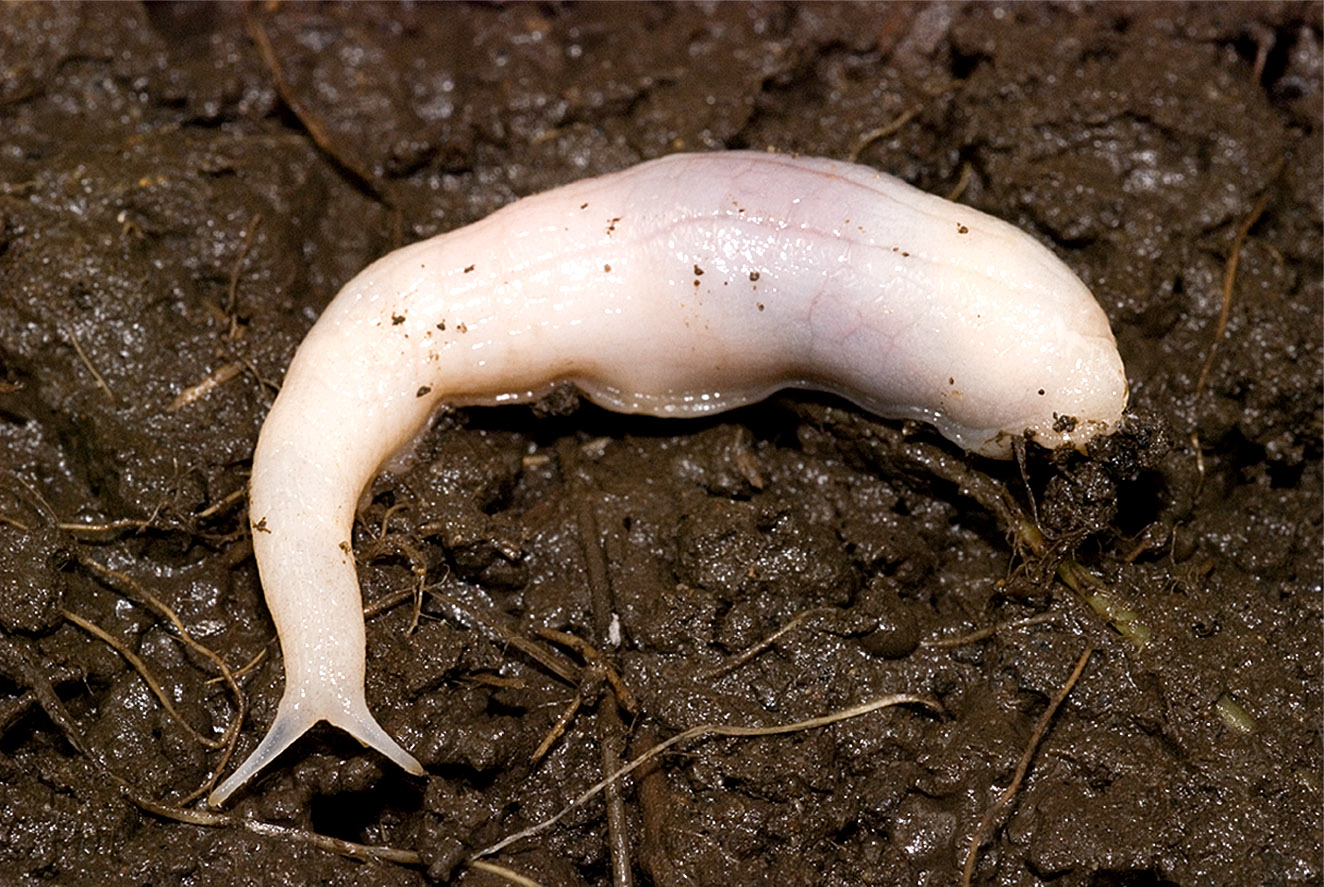
Selenochlamys ysbryda

A lesma-fantasma ou lesma-da-crimeia (Selenochlamys ysbryda) é uma espécie de lesmas predadoras de respiração cutânea. É um molusco sem concha e gastrópode da família Trigonochlamydidae.
A espécie foi primeiramente encontrada em várias regiões do País de Gales e inicialmente descrita e nomeada em 2008 por Ben Rowson, um taxonomista do Museu Nacional do País de Gales, e Bill Symondson, um ecologista da Universidade de Cardiff. Mais tarde foi encontrada em vários outros locais no sul do País de Gales e em poucos outros da Inglaterra, mas acredita-se que foi introduzida no Reino Unido, ocorrendo principalmente em jardins.
Espécies parecidas com essa também estão sendo encontradas em dois locais na floresta nativa das montanhas da Crimeia, na Ucrânia, indicando que as montanhas crimeias são seu habitat nativo.

## Descrição e ecologia
Esta lesma pode alcançar 6,4 cm de tamanho, com o seu corpo esticado. Ela não tem olhos e é branca. Ela vive predominantemente cavando, ficando a um metro no subsolo, e raramente, vem à superfície. Ao contrário da maioria das lesmas, esta é carnívora, e se alimenta de minhocas usando sua rádula. Tanto a cloaca como o seu espiráculo ficam na cauda, no final do corpo.

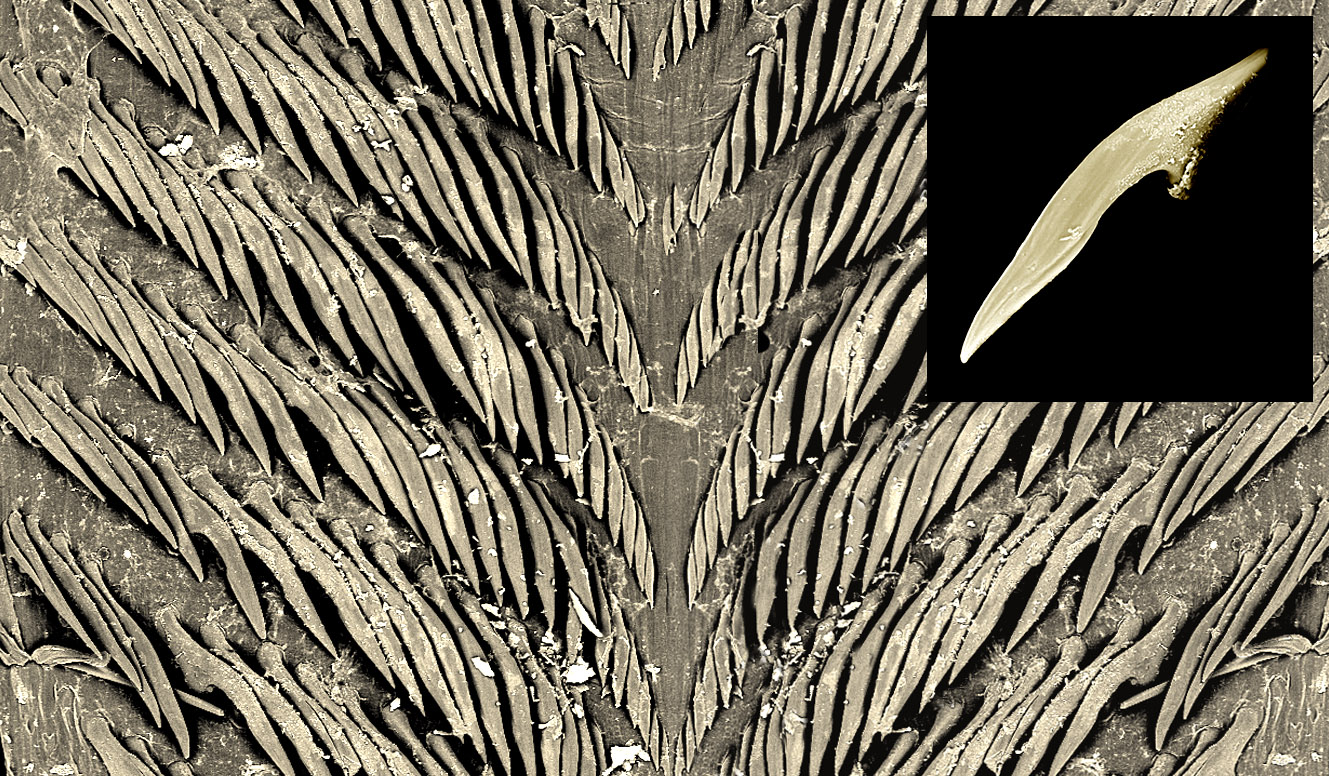
Imagem de microscópio eletrônico da faixa da rádula da espécie. No destaque, um dente desta estrutura.

Por causa da cor da lesma, dos seus hábitos noturnos, e porque raramente é vista, deu o nome de “ysbryda” à espécie, que em galês, significa “fantasma” (em inglês, ghost). Isso fez crescer o uso do nome popular, “lesma-fantasma”. Esse parece ser o primeiro caso em que o nome científico de uma espécie vem do galês.

## Ocorrência
Outras espécies de lesmas desta família são encontradas na Turquia e Geórgia, mas não foram encontradas em quantidade considerável na Europa quanto as encontradas anteriormente na Grã-Bretanha. Apesar de, a maioria das espécies ser introduzida, o seu país de origem e o que fez ela se espalhar pela Grã-Bretanha, eram desconhecidos até a época da sua descrição original. Bill Symondson especulou que a lesma chegou através de um sistema de cavernas inter-países para o Reino Unido, e pode ter chegado ao País de Gales na terra dos vasos de plantas.
O primeiro espécime foi coletado no adro da Catedral de Brecon em 29 de dezembro de 2004, mas acabou sendo esquecido pelo tempo. Um segundo espécime foi encontrado em uma vereda em Caerphilly em 29 de outubro de 2006. Um único espécime pôde ser fotografado e foi devolvido à natureza. Um ano depois, outra lesma foi encontrada por um jardineiro, perto de Cardiff, País de Gales, onde chamou a atenção da Associação Nacional de Museus do País de Gales. Até agosto de 2014 a espécie tinha sido encontrada em mais de 25 locais, a maior parte deles no sul do País de Gales, porém poucos foram encontrados na Inglaterra, incluindo num distrito de Oxfordshire. Na Grã-Bretanha os registros de ocorrência são de jardins, loteamentos vazios, nas proximidades das estradas e no leito dos rios das áreas populosas.
A lesma não é nociva aos humanos, mas como uma presumível espécie introduzida, o governo da Grã-Bretanha busca informações junto à população, como parte de uma ação pública. Assim com mais informações adquiridas, a distribuição da espécie pode ser monitorada e poderá ser confirmado que ela não se tornou uma espécie invasora, em razão do modo como ela se espalhou pelo sul do País de Gales.
Dois espécimes do que é provavelmente a mesma espécie — porque eles eram prematuros, o que dificultou a identificação — foram descobertos em dois locais nas montanhas da Crimeia, na Ucrânia. O primeiro espécime foi coletado em 1989 debaixo de um pedregulho numa floresta de altitude. O segundo foi encontrado no fundo de uma caverna, a 10 m da entrada. Esses são os primeiros registros dos Trigonochlamydidae na Crimeia. Os espécimes da Crimeia diferem do Selenochlamys pallida do mesmo jeito de a S. ysbryda, chegando à conclusão que são os últimos da espécie. Por causa da ocorrência no habitat natural das montanhas da Crimeia, a S. ysbryda, é provavelmente nativa de lá, o que pode indicar que ela é endêmica.
A Selenochlamys ysbryda foi escolhida como uma das espécies do “Top 10 de Novas Espécies”, divulgado em 2008 pelo The International Institute for Species Exploration (Instituto Internacional de Exploração de Espécies) e um comitê internacional de taxonomistas.

## Origem do nome
O nome da espécie é derivado da palavra galesa “ysbryd”, que significa um “fantasma” ou “espírito”. A palavra foi latinizada pela adição do sufixo feminino a, e então é tratada como um substantivo. O nome faz alusão à sua aparência fantasmagórica, noturna, comportamento predador e o mistério que ronda suas origens.